# Adelina d'Haití
Adélina Soulouque (1795-1870) va ser l'Emperadriu Consort d'Haití des de 1849 fins a 1859, com a esposa de Faustí I d'Haití.

## Història
Adélina era la filla de Dérival Lévêque, un haitià d'herència mestissa i de la seva esposa, Marie Michèl. Ella tenia una relació a llarg termini amb Faustí Souloque durant molts anys. Va ser el desembre de 1849 quan es va casar l'emperador Faustí I amb la seva companya Adélina. El 26 d'agost de 1849 se li va donar el títol d'Emperadriu Consort d'Haití amb el tracte de La seva Majestat Imperial, i coronada amb el seu marit a la capital Port-au-Prince el 18 d'abril de 1852, tant l'emperador i l'emperadriu es va coronar en una cerimònia immensa i luxosa que van emular la coronació dels francesos de Napoleó I de França. La seva germana va ser tractada com Sa Altesa Sereníssima la Princesa Clélia.
El matrimoni de Faustí i l'emperadriu Adélina va produir una filla, la princesa Celita Soulouque. L'emperador també va adoptar la filla de Adelina, Oliva, en 1850. Se li va concedir el títol de Princesa amb l'estil de Sa Altesa Sereníssima. Es va casar amb Jean Philippe Lubin, Conde de Pétion-Ville.
L'emperador Faustí va adoptar a la filla de l'emperadriu Adélina, probablement per un pare diferent:
Sa Altesa Sereníssima la Princesa d'Oliva (conegut com a "Madame"),1842 (tenia 15 a 16 anys al setembre de 1858). Adoptada per l'emperador Faustí, va aixecar el títol de Princesa i concedit l'estil de Sa Altesa Sereníssima en 1850. Es va casar Amitié Lubin (1800), fill de Jean Philippe Vil Lubin, comte de Pétion-Ville, per la seva esposa, Elizabeth Ulcénie, Amitié soltera.
En 1858 va començar una revolució, encapçalada pel general Fabre Geffrard, Duc de Tabara. Al desembre d'aquest any, Geffrard va derrotar l'exèrcit imperial i va prendre el control de la major part del país. Com a resultat, l'emperador va abdicar al tron el 15 de gener de 1859. Se li va negar l'ajuda per la delegació francesa, Faustí va ser portat a l'exili a bord d'un vaixell de guerra britànic el 22 de gener de 1859. Poc després, l'emperador i la seva família van arribar a Kingston, Jamaica, on van romandre per diversos anys. Li van permetre tornar a Haití, Faustí va morir en Petit-Goâve el 6 d'agost de 1867 i va ser enterrat a Fort Soulouque.